# 石川忠久
石川 忠久（いしかわ ただひさ、1932年〈昭和7年〉4月9日 - 2022年〈令和4年〉7月12日）は、日本の中国文学者。学位は、文学博士。号は岳堂。
二松学舎大学名誉教授・顧問、桜美林大学名誉教授、日本中国学会顧問、全国漢文教育学会会長、斯文会理事長、六朝学術学会顧問、全日本漢詩連盟会長、漢字文化振興会会長。漢詩の著書・編著多数。

## 略歴
1932年、東京府豊多摩郡代々幡町（現 渋谷区代々木）生まれ。幼少期を満州国で過ごし、朝鮮で終戦を迎える。東京都立第四新制高等学校（現 東京都立戸山高等学校）を経て、1951年東京大学教養学部文科二類に入学。1955年東京大学文学部中国文学科卒業。1958年同大学院人文科学研究科修士課程修了、1962年同大学大学院博士課程単位取得退学。1992年、「陶淵明研究」で文学博士（東京大学）を取得した。
1966年桜美林大学文学部助教授となり、1972年より同教授。1990年に桜美林大学を退職し、名誉教授となる。同年、二松学舎大学教授となり、同大学理事長（1999年-2001年）や学長（2001年-2005年）を歴任した。2005年、二松学舎大学を退職、同大学顧問および名誉教授となった。
学会でも、1980年には日本中国学会理事、1995年理事長、2003年顧問。1984年より全国漢文教育学会会長、1989年より2019年まで斯文会理事長、1997年より2009年まで六朝学術学会会長など要職を務めた。2003年、全日本漢詩連盟を設立し初代会長に就任。また、テレビ・ラジオの漢詩番組に出演し、わかりやすい解説で親しまれた。
2022年7月12日、心不全のため死去。90歳没。

## 元号の選定
2019年の新元号・令和改元の際に、最終候補として示されたうち「文選」典拠の「万和」（ばんな）を考案したと、自身が後に明かしている（他に「和貴」「成教」「正同」「貞文」「貞久」「弘国」「弘大」「泰通」「泰元」「豊楽」「光風」「中同」を合わせ計13案を提出）。

## 受賞・栄典
- 2008年 - 瑞宝中綬章[14][15]
- 2022年 - 正五位[16]

## 著作

### 単著
- 『世界の詩 5 中国』さ・え・ら書房、1968
- 『漢詩の世界 そのこころと味わい』大修館書店、1975
- 『漢詩の風景 ことばとこころ』大修館書店、1976
- 『漢詩のこころ』時事通信社、1980
- 『漢詩の楽しみ』時事通信社、1982
- 『漢詩への招待』新樹社、1987／文春文庫、2005
- 『漢詩日記』大修館書店、1989
- 『長安好日 わが漢詩の日々 石川忠久華甲記念漢詩選集』東方書店、1992
- 『漢詩の魅力』時事通信社、1993／ちくま学芸文庫、2006
- 『陶淵明とその時代』 研文出版、1994、増補版2014
- 『漢詩を作る』大修館書店・あじあブックス、1998
- 『桃源佳境 わが詩わが旅 石川忠久古稀記念漢詩選集』東方書店、2001
- 『唐詩選のことば』斯文会、2002
- 『石川忠久 漢詩の講義』大修館書店、2002
- 『漢詩への誘い 人生を詠う 閑吟の巻』日本放送出版協会、2002
- 『漢詩への誘い 歴史と風土 長安の巻』日本放送出版協会、2003
- 『朗読で味わう漢詩』青春出版社・プレイブックス、2003
- 『日本人の漢詩 風雅の過去へ』大修館書店、2003
- 『漢詩への誘い 歴史と風土 金陵の巻』日本放送出版協会、2003
- 『漢詩への誘い 歴史と風土 成都の巻』日本放送出版協会、2004
- 『漢詩への誘い 歴史と風土 杭州の巻』日本放送出版協会、2004
- 『石川忠久著作選』 研文出版、2005-[注 2]
2 長安の春秋　中国文学論考
3 東海の風雅　日本漢詩の心
4 岳堂詩の旅
5 扶桑の山川 日本の風雅
- 『漢詩への誘い 季節を詠う 清明の巻』日本放送出版協会、2005
- 『漢詩への誘い 季節を詠う 寒露の巻』日本放送出版協会、2005
- 『漢詩への誘い 人生を詠う 行遊の巻』日本放送出版協会、2006
- 『漢詩への誘い 人生を詠う 閑吟の巻』日本放送出版協会、2006
- 『身近な四字熟語辞典』 文春文庫、2007
- 『漢詩人大正天皇　その風雅の心』 大修館書店、2009
- 『漢詩と人生』文春新書、2010
- 『茶をうたう詩 『詠茶詩録』詳解』研文出版、2011
- 『江都晴景 わが心の詩 石川忠久八秩記念漢詩選集』研文出版、2012
- 『漢詩の稽古』 大修館書店、2015

### 選訳著
- 『漢詩をよむ春、夏、秋、冬の詩100選』日本放送出版協会 NHKライブラリー (全4巻) 1996
- 『杜甫100選 漢詩をよむ』日本放送出版協会 NHKライブラリー 1998
- 『李白100選 漢詩をよむ』日本放送出版協会 NHKライブラリー 1998
- 『蘇東坡100選 漢詩をよむ』日本放送出版協会 NHKライブラリー 2001
- 『白楽天100選 漢詩をよむ』日本放送出版協会 NHKライブラリー 2001
- 『杜牧100選 漢詩をよむ』日本放送出版協会 NHKライブラリー 2004
- 『陸游100選 漢詩をよむ』日本放送出版協会 NHKライブラリー 2004
- 『王維100選 漢詩をよむ』日本放送出版協会 NHKライブラリー 2007
- 『陶淵明詩選 漢詩をよむ』日本放送出版協会 NHKライブラリー 2007
- 『今昔秀歌百撰』 特定非営利活動法人文字文化協會、2012
撰者は岡崎久彦・蔡焜燦・遠藤浩一・藍川由美・福田逸・高島俊男・桶谷秀昭・稲田朋美・鷲尾英一郎・小堀桂一郎・笹原宏之・松本徹・市村真一・早川聞多・土田龍太郎・山谷えり子・石川忠久・平沼赳夫・田中英道・井上雅夫

### 訳注・解説・共著
- 『漢詩の解釈と鑑賞事典』 前野直彬、旺文社、1979
- 『中国文学の女性像』 汲古書院、1982。編著
- 『詩経』 明徳出版社〈中国古典新書〉、1984
- 『玉台新詠』 学習研究社〈中国の古典 25〉、1986
- 『唐詩選 校注』 東方書店、1989
- 『中国の文人 「竹林の七賢」とその時代』 王瑤／松岡榮志共訳、大修館書店、1991
- 『中国の名詩鑑賞 3 古詩』 明治書院、1993
- 『漢字とコンピュータ』 松岡榮志共著、大修館書店、1997
- 『名詩の故里 NHK漢詩をよむ』日本放送出版協会、1997。監修・著
- 『新釈漢文大系 詩経』（上中下） 明治書院、1997-2000
- 『新書漢文大系 詩経』 明治書院 2002。抜粋版（福本郁子編）
- 『石川忠久・中西進の漢詩歓談』 大修館書店、2004
- 『楽しく使える故事熟語』 文春文庫、2009。監修・堀江忠道ほか2名
- 『漢魏六朝の詩』 明治書院（上下）、2009。編著
- 『漢詩鑑賞事典』 講談社学術文庫、2009。監修・編著
- 『書で味わう漢詩の世界 絶句名作選』 二玄社、2009。書：吉沢鉄之
- 『林古溪 「平仄字典 漢詩実作必携」』 明治書院、2013。補訂新版
- 『大正天皇漢詩集』 大修館書店、2014
- 『石川忠久講話集　埋もれた詩傑　河野鉄兜　その洒落た風趣』神戸新聞総合出版センター、2019
- 『漢詩創作のための詩語集』 大修館書店、2022。監修

### ラジオ
- NHKラジオ第2放送 カルチャーラジオ 「漢詩をよむ」講師

### テレビ
- NHK総合テレビジョン『漢詩紀行』監修
- NHK総合テレビジョン『新漢詩紀行』監修

## 関連文献
年譜
- 「石川忠久教授略年譜・主要著書論文目録」『櫻美林大學中國文學論叢』第17巻、桜美林大学、1992年3月、1-16頁。
- 「石川忠久博士略年譜・主要著作目録」『東アジア学術総合研究所集刊』第53巻、二松学舎大学東アジア学術総合研究所、2023年3月、143-168頁。

記念論集
- 「菊を採る東籬の下　石川忠久先生星寿記念論文集」同刊行会編 汲古書院 2021年10月